# Balanceorganet
Balanceorganet eller ligevægtsorganet er et system, der styrer balance hos de fleste pattedyr og til at opfatte rumlig orientering. Det er et sansesystem der udgør det væsentligste bidrag i forhold til motorik og balancesans. Sammen med cochlea er det en del af det audiotive system og det indeholder labyrinten i det indre øre i de fleste pattedyr. Bevægelse består af rotationer og oversættelser i labyrinten. Det halvcirkelformede kanalsystem styrer rotationshastighed og otolitten styrer lineær acceleration. Balanceorganet sender signaler til primært neurale strukturer, der styrer synet og til de muskler, der holder et individ oprejst. Projektionerne giver basis for vestibule-okular refleks, som kræves for at opnå et klart syn og for projektioner, der styrer musklernes positur på kroppen.